# 盗塁

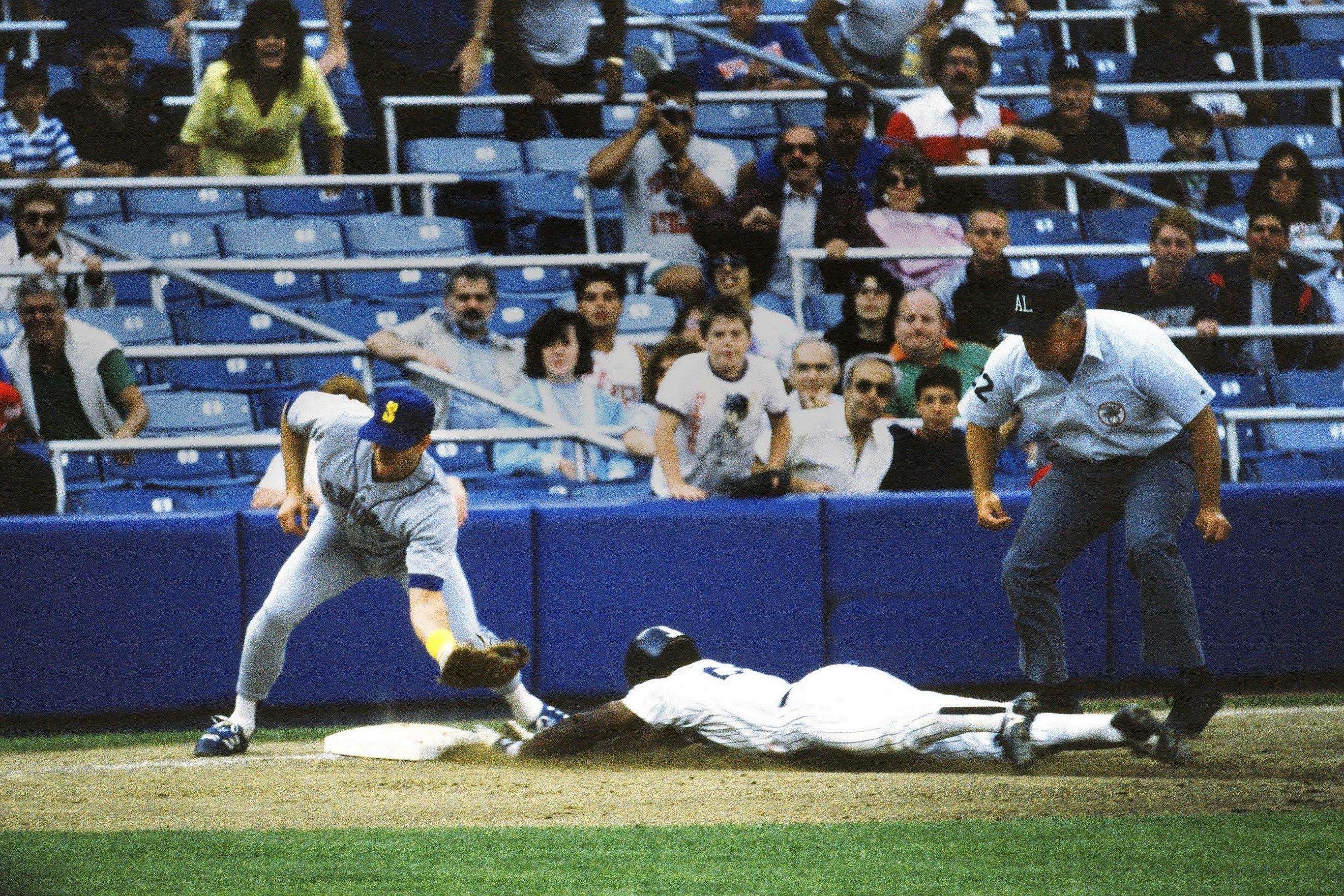
リッキー・ヘンダーソンの三盗

盗塁（とうるい）は、野球における攻撃側の走者の進塁方法の一つである。走者が、安打、刺殺、失策、封殺、野手選択、捕逸、暴投、ボークによらないで、1個の塁を進んだときに盗塁が記録される。英語名はStolen Baseで略記はSBが使われる。日本でも「スチール」（steal）とも呼ばれる。
盗塁の能力は、主に成功率で判断できる。野球の統計で精通したビル・ジェームズは、成功率が低い場合（67〜70％以下）に、盗塁はチームにとって有害だと主張している。

## 概説・規定
最も一般的なものは、投手の投球時に走者が次塁に向けてスタートする。投球を捕った捕手は刺殺を狙って次塁をカバーした野手に送球する。走者が刺殺されずに次塁に達することができれば盗塁が記録される。刺殺されてしまった場合には盗塁刺（とうるいし：Caught Stealing、英略記：CS）が記録される。
アウトの数、得点数、走者の能力、野手の送球力などの試合状況がベースランニングも含めてすべての進塁を敢行すべきか否かの重要な決め手となるのである。盗塁はおおむね捕手ではなくて投手の隙を狙って行うものである。不必要なほど大きく足を蹴ったり、左肩を一塁の方に向け過ぎたり、これから投げようとする方向に少し体をかがめたりする癖のあるといった盗塁阻止に関して根本的な欠点を持つ投手が存在する。また、一塁走者に背中を向けがちな右投手と違い、左投手は本塁投球と一塁送球の最初の動作が非常に似通っており、走者は騙されやすいため、基本的に右投手よりも左投手相手の方が盗塁を成功させるのが難しい。
2人以上の走者が同時に盗塁を試みることはできるが、うち1人でも走者がアウトになった場合、他の走者には盗塁ではなく野手選択による進塁が記録される。
投手の投球が暴投や捕逸になった場合
投球が打者に達するより先に走者が次の塁に向かってスタートしていれば、盗塁とみなされる（暴投や捕逸は記録されない）。盗塁を試みた際、送球がそれるなどで容易に1つの塁が奪えたときは、その送球を失策とせず、1盗塁を記録する。ただし、暴投や捕逸、悪送球などで2つ以上の塁を奪えた場合は、1個の盗塁と失策による進塁が記録される。また、刺殺を試みた野手が落球してセーフになり記録員がその落球を失策と記録したとき、刺殺されてしまった場合と同じく盗塁刺が記録される。そのため、1回の出塁で2個以上の盗塁刺が記録されるケースもある。
ヒットエンドランなどが実行され打者が空振りした場合
走者が進塁すれば盗塁、アウトになれば盗塁刺が記録され単独で走者が盗塁したものと記録は変わらない。足の遅い選手に記録されている盗塁・盗塁刺はこのケースが多い。最もよくあるパターンは一死でボールカウントが3ボール2ストライクになったときのもので、空振り三振と盗塁刺とで併殺となったものは俗に「三振ゲッツー」と表現される。
走者が盗塁を企てていたときに打撃妨害があった場合
盗塁を企てていた走者に1個の安全進塁権が与えられるが、この場合も走者の盗塁は認められる。
走者が盗塁を試みた際に、打者が投球を打った場合
盗塁は記録されない。飛球の場合は、走者の次塁への到達如何に関わらず野手が飛球を正規に捕球した時点で走者に帰塁義務が生じる（タッグアップの項を参照）。逆に盗塁によって得点した場合には、打点は誰にもつかず、走者の得点のみが記録される。
打者走者が一塁に出塁後、走者としてそのまま二盗、三盗、本盗と3つの盗塁を行ない得点を挙げることをサイクルスチール、パーフェクトスチール、ベーススチール・スウィーピングなどという。日本のプロ野球では17人が記録し、2020年11月5日には東京ヤクルトスワローズの村上宗隆が41年ぶりに達成した。MLBでは2019年までに45人（53度）の達成者がいる。なお、高校野球地方大会では個人1イニング4盗塁の記録も存在する。

### 守備側の無関心
攻撃側が盗塁を試みても、守備側がそれを封じようとする動作を見せない場合に、「守備側の無関心 (defensive indifference)」として盗塁を記録せず、代わりに野手選択を記録することが定められている。また、大量点差がついた試合での盗塁はタブー視されることがある（野球の不文律参照）。
過去にはNPBはこの規定を適用せず、守備側が無関心であった場合の進塁についても盗塁を記録していた。2008年1月10日に行われたプロ・アマ合同規則委員会において2008年シーズンよりこの野球規則10.07(g)（当時）に「原注」をつけて無関心とみなす詳細な条件を加え、同規則を厳格に適用することを決定してこのような進塁を盗塁として記録しないことになり、1月28日に野球規則の改正が正式に発表された。この改正が実際に適用された初めてのケースは、同年4月2日に行われた東北楽天ゴールデンイーグルス対千葉ロッテマリーンズ戦である。9回表、ロッテが4点リードされている場面で一塁走者の竹原直隆が二塁へのスタートを切ったが、楽天の捕手・嶋基宏は送球をせず、竹原の進塁は盗塁ではなく野手選択と記録された。
無関心とみなす詳細な条件では状況を全体的に考慮すると定められている。盗塁を認める例として走者一・三塁で二塁進塁があった場合や、守備側が走者に最多盗塁のタイトルを取らせたくないといったものだと判断された場合が挙げられている。この規定により完全に相手の虚をついて守備側が進塁に気づかなかった場合でも状況次第で盗塁が記録される。

### 逆走盗塁
二塁から一塁への盗塁や三塁から二塁への盗塁といった逆走盗塁は禁止されている。アメリカで1920年に禁止が明文化されたが、それ以前は認められていた。メジャーリーグでは1902年のハリー・デービス、1908年のフレッド・テニー、1911年のジャーマニー・シェーファーらが逆走盗塁の記録を残している。

### 一塁盗塁
2019年7月10日付のワシントン・ポスト電子版によると大リーグ機構が、2019年2月に業務提携契約を結んだ米独立アトランティックリーグで、打者走者の「一塁盗塁」を可能にした。一盗は、従来の振り逃げルールとほぼ同じで捕手が後逸した場合に一塁に走ることができるが、振り逃げが2ストライクから行うのに対し、一盗ルールはどのカウントでも走ることができる。13日（日本時間14日）に米メリーランド州で行われたサザンメリーランド・ブルークラブス対ランカスター・バーンストーマーズの一戦で打者のトニー・トーマスは一盗に成功した初めての選手となった。
一盗は「アイドリングタイムを減らし、より多くのアクションを」という発想で試験導入されたルールだが、MLBから零れ落ちたベテランの視点では、MLB復帰のために独立リーグで打撃の実力を示す機会を自ら放棄する非合理な戦術と言える。また、一盗はMLBに存在しない制度なので、たとえいくら独立リーグで一盗の記録を重ねようとMLBのスカウトからは評価されない。そもそも記録上四球となるに過ぎないため、アウトになる危険を冒してまで一盗を実行するのは意義が見出しづらいという事情もある。元々新ルールの実験メニューとして試験導入されたこのルールだが、2021年度シーズンには新ルール実験メニューから除外された。

## 戦術

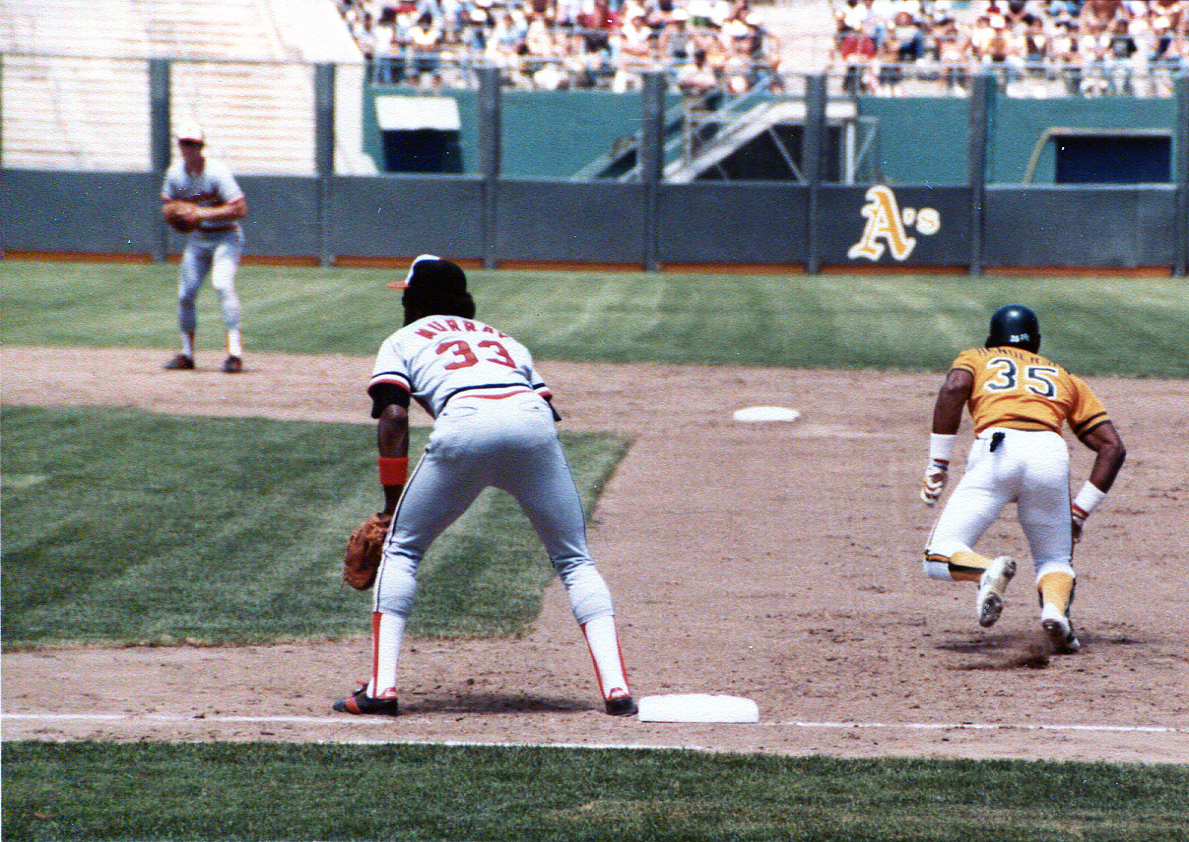
盗塁のスタートを切るリッキー・ヘンダーソン（右）

最も基本的な盗塁の方法は、投手が投球動作に入る前に、牽制球に対し安全に帰塁できる程度の距離だけ離塁（これを「リード」という）し、投球動作を始めた瞬間に次の塁へ走り始めることである。対して投手は、走者の離塁を牽制するため、投球動作に入る前であれば、塁に牽制球を投げることができる。投球しなければならないモーションの段階で牽制球を投げた場合はボークと判定され、走者に安全進塁権が与えられる。
この他、守備側の牽制や送球の隙を衝いてスタートすることをディレイド・スチール (delayed steal) という。これは打球処理が終わった後に投手が投球準備に入るまでも含まれる。
二塁への盗塁を二盗（セカンドスチール）、三塁への盗塁を三盗（サードスチール）、本塁への盗塁を本盗（ホームスチール）という。また、2人の走者が同時に盗塁することを重盗（ダブルスチール）、満塁の3走者が同時に盗塁することを三重盗（トリプルスチール）という。重盗、三重盗の場合はすべての走者が安全に進塁した場合に限り、全員に盗塁が記録される。

### 二盗
二塁への盗塁（二盗）が最も仕掛けられやすいのは、走者一・三塁の場合である。捕手は二塁に無理な送球を行って逸れたりすると三塁走者が本塁に行ってしまうため、二塁送球を行わず盗塁を許すことも多く、きわめて盗塁成功率が高い。また、盗塁で一塁走者が二塁へ進むことにより、次打者での併殺のリスクの軽減、2点得点の可能性増大など攻撃側のメリットも大きい（ただし、状況次第では対戦している打者が故意四球される可能性が高くなるため、次打者以降の攻撃による得点可能性を比較したうえで実行する必要がある）。
また比較的仕掛けるケースの多いのは、二死一塁の場合である。これは、無死や一死なら送りバントという別の手段の方が用いられやすいこともあるが、通常二死一塁から打撃のみで得点を狙う場合は単打2本か長打1本が必要であり、それよりは盗塁刺の危険があっても盗塁と単打の実現可能性の方が高いということが理由として挙げられる。

### 三盗
三塁への盗塁（三盗）が最も仕掛けられやすいのは、一死二塁の場合で、特に右打者の打席の場合である。三盗は、捕手から三塁までの送球の距離が短いため、二盗よりも企図されづらいが、一方で牽制を受ける二塁手・遊撃手は二塁から離れることが多く、投手は二塁牽制時に体を大きく捻らなければならないため走者はリードを大きくとりやすい。また、左投手の場合には、二塁走者がスタートした際死角になるため、走者はリードを大きくとりやすい。
二塁に走者がいる場合、盗塁せずとも安打1本で得点できる可能性も高いので、リスクを考慮して無死や二死ではあまり用いられない（ただし、三塁に進むと相手にとって暴投や捕逸、ボークで点を取られるという可能性があるためにプレッシャーをかけることはできる）。それに対して、一死の場合は一死三塁となればスクイズプレイや犠牲フライ、あるいは内野ゴロで1点を取ることができるようになるため、走者が三塁に進むメリットが大きい。

### 本盗

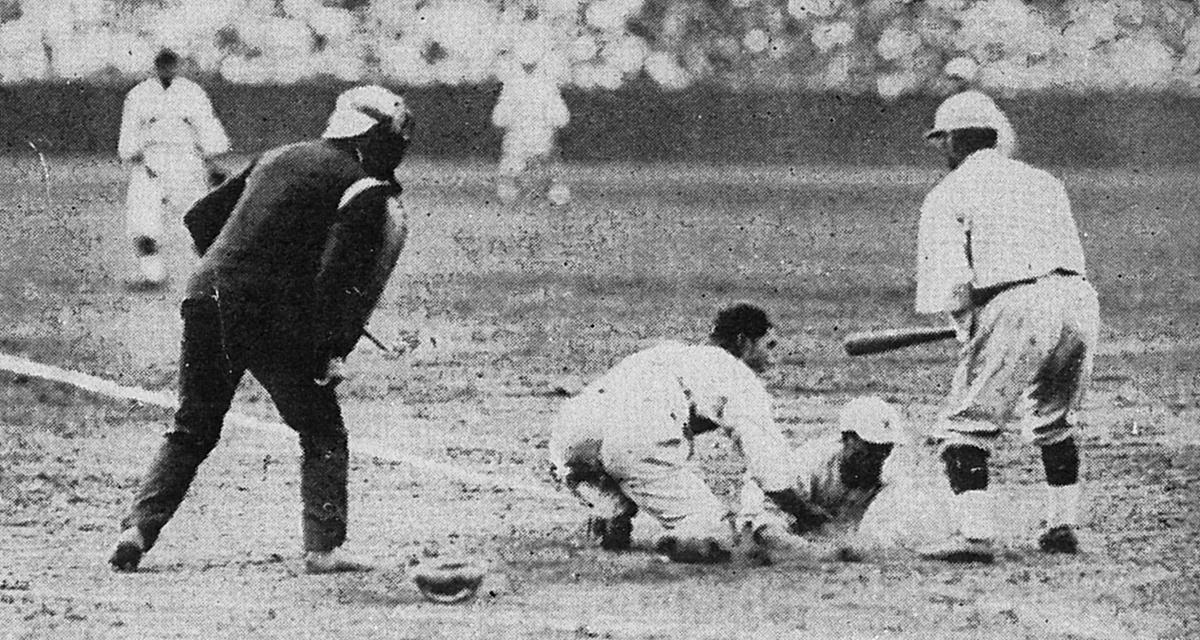
三原脩のホームスチール（1931年春の早慶戦）

本塁への盗塁（本盗）が最も仕掛けられやすいのは、二死三塁の場合である。本盗はどうしても1点が欲しいが、打者に期待ができないような場合の作戦であり、バッテリーが一定以上の警戒を払っていれば確実に失敗する作戦である。そのため、無死や一死の場合はより成功率の高いスクイズプレイが通常用いられる。ただし、スクイズが空振りによって失敗したにもかかわらず三塁走者が生還した場合は、結果的に本盗が記録されることになる。
本盗のスタートのタイミングは二種類ある。一つは二盗、三盗と同様のタイミングでスタートするものである。特に二死三塁の場合など、盗塁の危険がほとんど無いため、投手がセットポジションではなくワインドアップポジションで投げようとする場合、大きなモーションの隙を突いた本盗が敢行されることがある。また、右の強打者を確実に敬遠するために捕手が立ち上がってホームベースから一塁側に大きく離れた位置で捕球する隙を利用して本盗を敢行するケースもある。もう一つは捕手から投手への返球の隙に走り出すものであり、これはディレイド・スチールの一種といえる。
なお、記録上最も多いタイプの本盗は、走者一・三塁の状況からの重盗としてのものである。この多くはもともと重盗を企図したものではなく、一塁走者の単独盗塁に対しての送球の間に隙を見て三塁走者が走ったケースである。記録上重盗とするか失策とするかは微妙なケースも多い。
また、走者一・三塁の状況では本盗を絡めることにより投手のボークを誘うフォースボークというトリック・プレーが用いられる場合がある。これは二人の走者が連携して動くことでボークを誘発し、安全進塁権を与えられた三塁走者が生還するというものである。具体的には、一塁走者は大きくリードをとることで投手に牽制球を投げさせ、三塁走者は投手が牽制動作に入ったところで本塁へスタートを切る。これにより、慌てた投手がプレートを外さずに一塁への牽制を止めて本塁へ送球してしまうことでボークとなることを狙う。三塁走者に背を向ける形になる左ピッチャーがマウンドにいるときに用いられる場合が多いが、右投手の場合でも一塁走者がわざと一二塁間に飛び出して守備側の関心を惹き、その隙に三塁走者が本塁を陥れる形で実行される場合がある。

### その他
走者の盗塁を成功させるために、打者が捕手の送球を邪魔することを目的とし、わざと大きな空振りやバントの構えをすることがある。これを、バッターアシストというが、審判員が「明白な故意」による行為であると判断すれば守備妨害となる。特に、空振りではなく、結果的にバットを引いてボールを見送った格好になった状態で本塁上に覆いかぶさるなどの行為は、「明白な故意」でなくても、守備妨害と認定されやすい。
日本プロ野球における三重盗の初記録は1936年10月24日の大阪タイガース対大東京軍戦で大東京が記録した事になっているが、満塁の場面でカウントが2ストライク3ボールとなった所で打者が四球と勘違いして一塁に歩いた際に、塁上の走者もつられて進塁、三塁走者がホームインした後にカウント間違いに気付き、打者は打ち直しとなったが、インプレー中の出来事で走者を戻すことができず進塁と得点が認められ、公式記録員がやむなくこの進塁を「三重盗」と記録した為である。またこの試合は両軍合わせての日本プロ野球記録の18盗塁を記録したが、この中にはカウント間違いで生じた3盗塁も含まれている。

## 技術

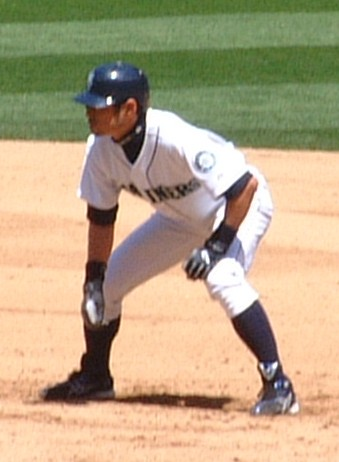
塁上でリードをとるイチロー

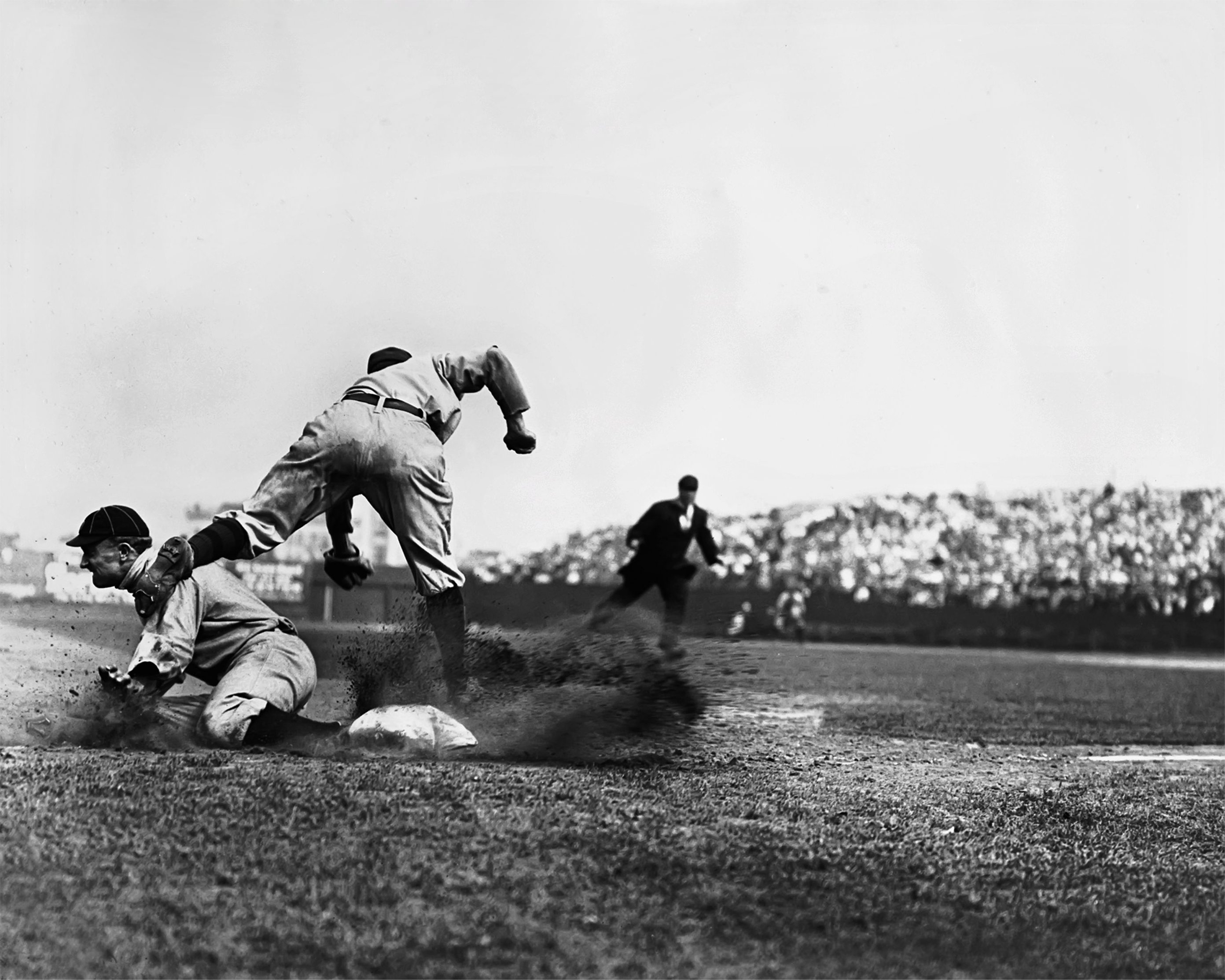
三塁にスライディングするタイ・カッブ

盗塁を成功させるために必要な技術は短距離走の速さだけではない。江藤省三は盗塁を成功させるにはスタート (Start)、スピード (Speed)、スライディング (Sliding) の「3つのS」が大切で、なかでもスタートが最も重要と述べている。NPBにおいて数々の盗塁記録を持つ福本豊はこの「3つのS」についてスタートは徹底した投手の癖の研究、スピードは天性の俊足と若い時のランニングフォーム矯正によって研磨され、スライディングはスピードを殺さず、足への負担を軽くするためにつま先からやわらかくベースに触れるスライディングを独自に編み出している。日本プロ野球で5度盗塁王となった赤星憲広も盗塁において最も重要なのは「アウトを恐れずにスタートを切る勇気」であり、「僕にとって盗塁の数は勇気の証」と述べており、またメジャーリーグベースボール (MLB) で6度盗塁王となったモーリー・ウィリスも「失敗を恐れてはいけない、数千数万の大観衆、あるいはテレビ視聴者が見ている前で喜んで盗塁死するくらいの図太さ・図々しさが必要なんだ」と述べ、精神面の重要性を強調している。また、配球を読む技術も大切で投球が変化球や半速球ならそれほど走力のないランナーでも二盗なら成功しやすい。また低めに落ちる変化球は捕手が投球をこぼすケースも多く、ワンバウンドの際はさらにその確率が上がる。仮に捕球に成功してもこの様なケースでは体勢を崩しているケースがほとんど、即座に二塁へ強い送球を送ることが困難になる。
盗塁を企図する走者は、投手による牽制球の際にアウトにならないよう帰塁することを第一に充分なリードを取り、投手の癖を見極め、勢いのあるスタートを切る必要がある。MLBで最多盗塁のタイトルを4度獲得しているカール・クロフォードは「スピードだけに頼らない盗塁の仕方を考えたんだ。自分はどこまで塁から離れられるか突き詰めた結果、もう1歩だけ大きくリードをとることができることがわかった。そして今まで以上に野手の動きと投手のモーションを洞察するようになった」とリードとスタートの重要性について語っている。場合によっては投手による牽制球がないタイミングを図り、投手が動いた瞬間にスタートさせる場合もある。野村克也はこれをギャンブルスタートと名づけている。盗塁する際投手をどのように見ればよいかについては、全体を見ることを心掛けることである。そうすることによって牽制球とホームへの投球で、ちょっとした誤差を感じることができる。
短距離走では全速力でゴールを駆け抜けるが、盗塁の場合は本盗の場合を除きベースを通り過ぎた（オーバーランした）状況で触球されればアウトとなってしまう。よって、ベース上で止まるスライディング技術が必要となる。このスライディングをするタイミングが早すぎるとベースに到達する前に無駄なブレーキが掛かってしまい、遅すぎるとベースで止まりきれずにオーバーランをする恐れがある。また、スライディングそのものが下手だとタイミングに関係なく無駄なブレーキが掛かってしまう。

## 盗塁の損益分岐点
盗塁は成功すれば先の塁を得ることができるというメリットがあるが、失敗すればランナーを失いアウトカウントを増やしてしまうというデメリットがある。
そのためデメリットを上回るだけのメリットをもたらすためにはどの程度の成功率が必要であるかが議論されている。
野球統計学者の岡田友輔は、2011年に「1つの盗塁は0.16程度の得点上昇をもたらし、盗塁死はおおよそ-0.31得点を減らしています」と分析している。
5年連続で盗塁王を獲得した赤星憲広は、盗塁と盗塁死による損益を総合的に見て価値を把握する必要性を提唱し、これに基づいて「盗塁－盗塁死×2」で計算される赤星式盗塁という指標が考案されている。

## 学童野球において
学童野球においては、特に肩力が劣る低学年部員同士の試合においては、四球と盗塁の連発により試合の成立が困難になりかねないことから、地域のルールや非公式戦におけるローカルルールで盗塁を禁止する場合もある。
これについて高校野球の経験者であるお笑い芸人の藤田憲右は、「足の速い子の活躍の機会を奪う」「考えて野球の様々なプレーを経験する機会を奪う」といった論調で、学童野球において高学年を含めて無条件に盗塁禁止とするルールを敷くことを快く思っていないという立場を示した。

## 日本プロ野球における記録

### 通算記録
| 盗塁                         | 盗塁       | 盗塁 | 盗塁 | 盗塁       | 盗塁 |
| 順位                         | 選手名     | 盗塁 | 順位 | 選手名     | 盗塁 |
| ---------------------------- | ---------- | ---- | ---- | ---------- | ---- |
| 1                            | 福本豊     | 1065 | 11   | 荒木雅博   | 378  |
| 2                            | 広瀬叔功   | 596  | 12   | 古川清蔵   | 370  |
| 3                            | 柴田勲     | 579  | 13   | 高木守道   | 369  |
| 4                            | 木塚忠助   | 479  | 14   | 西村徳文   | 363  |
| 5                            | 高橋慶彦   | 477  | 14   | 松井稼頭央 | 363  |
| 6                            | 金山次郎   | 456  | 16   | 石井琢朗   | 358  |
| 7                            | 大石大二郎 | 415  | 17   | 島田誠     | 352  |
| 8                            | 飯田徳治   | 390  | 18   | 吉田義男   | 350  |
| 9                            | 呉昌征     | 381  | 19   | 中暁生     | 347  |
| 9                            | 赤星憲広   | 381  | 20   | 坪内道典   | 344  |
| 記録は2024年シーズン終了時点 |            |      |      |            |      |

| 盗塁刺                       | 盗塁刺   | 盗塁刺 | 盗塁刺 | 盗塁刺     | 盗塁刺 |
| 順位                         | 選手名   | 盗塁刺 | 順位   | 選手名     | 盗塁刺 |
| ---------------------------- | -------- | ------ | ------ | ---------- | ------ |
| 1                            | 福本豊   | 299    | 11     | 岡嶋博治   | 140    |
| 2                            | 高橋慶彦 | 206    | 12     | 高木守道   | 139    |
| 3                            | 柴田勲   | 193    | 13     | 島田誠     | 135    |
| 4                            | 高木豊   | 178    | 14     | 大石大二郎 | 131    |
| 5                            | 石井琢朗 | 169    | 15     | 衣笠祥雄   | 130    |
| 6                            | 中暁生   | 167    | 16     | R.バルボン | 126    |
| 7                            | 飯田徳治 | 161    | 16     | 村松有人   | 126    |
| 8                            | 吉田義男 | 159    | 18     | 広瀬叔功   | 123    |
| 9                            | 古川清蔵 | 155    | 19     | 玉造陽二   | 122    |
| 10                           | 金山次郎 | 151    | 20     | 豊田泰光   | 121    |
| 記録は2024年シーズン終了時点 |          |        |        |            |        |

### シーズン記録
| 盗塁                         | 盗塁     | 盗塁             | 盗塁 | 盗塁   | 盗塁           |
| 順位                         | 選手名   | 所属球団         | 盗塁 | 記録年 | 備考           |
| ---------------------------- | -------- | ---------------- | ---- | ------ | -------------- |
| 1                            | 福本豊   | 阪急ブレーブス   | 106  | 1972年 | パ・リーグ記録 |
| 2                            | 福本豊   | 阪急ブレーブス   | 95   | 1973年 |                |
| 3                            | 福本豊   | 阪急ブレーブス   | 94   | 1974年 |                |
| 4                            | 河野旭輝 | 阪急ブレーブス   | 85   | 1956年 |                |
| 5                            | 木塚忠助 | 南海ホークス     | 78   | 1950年 |                |
| 6                            | 松本匡史 | 読売ジャイアンツ | 76   | 1983年 | セ・リーグ記録 |
| 7                            | 福本豊   | 阪急ブレーブス   | 75   | 1970年 |                |
| 8                            | 金山次郎 | 松竹ロビンス     | 74   | 1950年 |                |
| 9                            | 高橋慶彦 | 広島東洋カープ   | 73   | 1985年 |                |
| 10                           | 広瀬叔功 | 南海ホークス     | 72   | 1964年 |                |
| 記録は2024年シーズン終了時点 |          |                  |      |        |                |

| 盗塁刺                       | 盗塁刺     | 盗塁刺               | 盗塁刺 | 盗塁刺 | 盗塁刺         |
| 順位                         | 選手名     | 所属球団             | 盗塁刺 | 記録年 | 備考           |
| ---------------------------- | ---------- | -------------------- | ------ | ------ | -------------- |
| 1                            | 河野旭輝   | 阪急ブレーブス       | 29     | 1956年 | パ・リーグ記録 |
| 2                            | 高橋慶彦   | 広島東洋カープ       | 28     | 1983年 | セ・リーグ記録 |
| 2                            | 高木豊     | 横浜大洋ホエールズ   | 28     | 1984年 | セ・リーグ記録 |
| 4                            | 村松有人   | 福岡ダイエーホークス | 26     | 1996年 |                |
| 5                            | 岡嶋博治   | 中日ドラゴンズ       | 25     | 1959年 |                |
| 5                            | 福本豊     | 阪急ブレーブス       | 25     | 1972年 |                |
| 7                            | 小玉明利   | 近鉄パールス         | 24     | 1956年 |                |
| 7                            | 福本豊     | 阪急ブレーブス       | 24     | 1979年 |                |
| 7                            | 高橋慶彦   | 広島東洋カープ       | 24     | 1982年 |                |
| 10                           | R.バルボン | 阪急ブレーブス       | 23     | 1956年 |                |
| 10                           | 岡嶋博治   | 中日ドラゴンズ       | 23     | 1958年 |                |
| 10                           | 福本豊     | 阪急ブレーブス       | 23     | 1974年 |                |
| 10                           | 野村謙二郎 | 広島東洋カープ       | 23     | 1990年 |                |
| 10                           | 村松有人   | 福岡ダイエーホークス | 23     | 1997年 |                |
| 記録は2024年シーズン終了時点 |            |                      |        |        |                |

### 連続試合記録
| 順位 | 選手名   | 所属球団                 | 試合 | 開始日         | 終了日         |
| ---- | -------- | ------------------------ | ---- | -------------- | -------------- |
| 1    | 周東佑京 | 福岡ソフトバンクホークス | 13   | 2020年10月16日 | 2020年10月30日 |
| 2    | 福本豊   | 阪急ブレーブス           | 11   | 1971年4月27日  | 1971年5月12日  |
| 2    | 福本豊   | 阪急ブレーブス           | 11   | 1974年4月10日  | 1974年4月28日  |
| 4    | 緒方孝市 | 広島東洋カープ           | 10   | 1995年9月20日  | 1995年10月8日  |

### 1試合記録
| 選手名   | 所属球団         | 記録  | 記録日         | 対戦相手       |
| -------- | ---------------- | ----- | -------------- | -------------- |
| 山崎善平 | 名古屋ドラゴンズ | 6盗塁 | 1952年6月3日   | 大洋ホエールズ |
| 正田耕三 | 広島東洋カープ   | 6盗塁 | 1989年10月15日 | 中日ドラゴンズ |

### その他の記録
- サヨナラ本盗

日本では、1986年10月4日のヤクルト対大洋戦において、ヤクルトの渋井敬一が決めたのが最後である。

## メジャーリーグベースボール
メジャーリーグベースボールでは、1886年シーズンから盗塁数記録がとられるようになり、現在と同じ盗塁規則は1898年に制定された。

### 通算記録
| 盗塁                         | 盗塁                   | 盗塁 | 盗塁 | 盗塁                   | 盗塁 |
| 順位                         | 選手名                 | 盗塁 | 順位 | 選手名                 | 盗塁 |
| ---------------------------- | ---------------------- | ---- | ---- | ---------------------- | ---- |
| 1                            | リッキー・ヘンダーソン | 1406 | 11   | ジョー・モーガン       | 689  |
| 2                            | ルー・ブロック         | 938  | 12   | ウィリー・ウィルソン   | 668  |
| 3                            | ビリー・ハミルトン     | 914  | 13   | トム・ブラウン         | 657  |
| 4                            | タイ・カッブ           | 897  | 14   | バート・キャンパネリス | 649  |
| 5                            | ティム・レインズ       | 808  | 15   | ケニー・ロフトン       | 622  |
| 6                            | ビンス・コールマン     | 752  | 16   | オーティス・ニクソン   | 620  |
| 7                            | アーリー・レイサム     | 742  | 17   | ジョージ・デイヴィス   | 619  |
| 8                            | エディ・コリンズ       | 741  | 18   | フアン・ピエール       | 614  |
| 9                            | マックス・キャリー     | 738  | 19   | ダミー・ホイ           | 596  |
| 10                           | ホーナス・ワグナー     | 723  | 20   | モーリー・ウィルス     | 586  |
| 記録は2024年シーズン終了時点 |                        |      |      |                        |      |

| 盗塁刺                       | 盗塁刺                 | 盗塁刺 | 盗塁刺 | 盗塁刺               | 盗塁刺 |
| 順位                         | 選手名                 | 盗塁刺 | 順位   | 選手名               | 盗塁刺 |
| ---------------------------- | ---------------------- | ------ | ------ | -------------------- | ------ |
| 1                            | リッキー・ヘンダーソン | 335    | 11     | オマー・モレノ       | 182    |
| 2                            | ルー・ブロック         | 307    | 12     | シーザー・セデーニョ | 179    |
| 3                            | ブレット・バトラー     | 257    | 13     | スティーブ・サックス | 178    |
| 4                            | タイ・カッブ           | 212    | 14     | ビンス・コールマン   | 177    |
| 5                            | モーリー・ウィルス     | 208    | 15     | ジョージ・バーンズ   | 174    |
| 6                            | フアン・ピエール       | 203    | 16     | ボビー・ボンズ       | 169    |
| 7                            | バート・キャンパネリス | 199    | 17     | エリック・ヤング     | 168    |
| 8                            | エディ・コリンズ       | 195    | 18     | オマー・ビスケル     | 167    |
| 9                            | ロッド・カルー         | 187    | 19     | ジョー・モーガン     | 162    |
| 10                           | オーティス・ニクソン   | 186    | 19     | ビリー・ノース       | 162    |
| 記録は2024年シーズン終了時点 |                        |        |        |                      |        |

### シーズン記録
| 盗塁       | 盗塁                   | 盗塁                         | 盗塁 | 盗塁   | 盗塁               |
| 順位       | 選手名                 | 所属球団                     | 盗塁 | 記録年 | 備考               |
| ---------- | ---------------------- | ---------------------------- | ---- | ------ | ------------------ |
| 1          | リッキー・ヘンダーソン | オークランド・アスレチックス | 130  | 1982年 | ア・リーグ記録     |
| 2          | ルー・ブロック         | セントルイス・カージナルス   | 118  | 1974年 | ナ・リーグ記録     |
| 3          | ビンス・コールマン     | セントルイス・カージナルス   | 110  | 1985年 | 新人記録           |
| 4          | ビンス・コールマン     | セントルイス・カージナルス   | 109  | 1987年 |                    |
| 5          | リッキー・ヘンダーソン | オークランド・アスレチックス | 108  | 1983年 |                    |
| 6          | ビンス・コールマン     | セントルイス・カージナルス   | 107  | 1986年 |                    |
| 7          | モーリー・ウィルス     | ロサンゼルス・ドジャース     | 104  | 1962年 |                    |
| 8          | リッキー・ヘンダーソン | オークランド・アスレチックス | 100  | 1980年 |                    |
| 9          | ロン・ルフロア         | デトロイト・タイガース       | 97   | 1980年 | 盗塁王以外では最多 |
| 10         | タイ・カッブ           | デトロイト・タイガース       | 96   | 1915年 |                    |
| 10         | オマー・モレノ         | ピッツバーグ・パイレーツ     | 96   | 1980年 |                    |
| 1901年以降 |                        |                              |      |        |                    |

| 盗塁刺     | 盗塁刺                 | 盗塁刺                           | 盗塁刺 | 盗塁刺 | 盗塁刺         |
| 順位       | 選手名                 | 所属球団                         | 盗塁刺 | 記録年 | 備考           |
| ---------- | ---------------------- | -------------------------------- | ------ | ------ | -------------- |
| 1          | リッキー・ヘンダーソン | オークランド・アスレチックス     | 42     | 1982年 | ア・リーグ記録 |
| 2          | タイ・カッブ           | デトロイト・タイガース           | 38     | 1915年 |                |
| 3          | ジョージ・バーンズ     | ニューヨーク・ジャイアンツ       | 35     | 1913年 | ナ・リーグ記録 |
| 4          | タイ・カッブ           | デトロイト・タイガース           | 34     | 1912年 |                |
| 5          | ルー・ブロック         | セントルイス・カージナルス       | 33     | 1974年 |                |
| 5          | ハリー・ロード         | シカゴ・ホワイトソックス         | 33     | 1912年 |                |
| 5          | オマー・モレノ         | ピッツバーグ・パイレーツ         | 33     | 1980年 |                |
| 8          | ドック・コック         | ニューヨーク・ヤンキース         | 32     | 1914年 |                |
| 8          | エディ・マーフィー     | フィラデルフィア・アスレチックス | 32     | 1914年 |                |
| 8          | バート・ショットン     | セントルイス・ブラウンズ         | 32     | 1915年 |                |
| 1901年以降 |                        |                                  |        |        |                |

### 1試合記録
| 選手名                   | 所属球団                         | 記録  | 記録日        | 備考         |
| ------------------------ | -------------------------------- | ----- | ------------- | ------------ |
| ジョージ・ゴア           | シカゴ・ホワイトストッキングス   | 7盗塁 | 1881年6月25日 | 19世紀の記録 |
| ビリー・ハミルトン       | フィラデルフィア・フィリーズ     | 7盗塁 | 1894年8月31日 | 19世紀の記録 |
| エディ・コリンズ         | フィラデルフィア・アスレチックス | 6盗塁 | 1912年9月11日 |              |
| エディ・コリンズ         | フィラデルフィア・アスレチックス | 6盗塁 | 1912年9月22日 |              |
| オーティス・ニクソン     | アトランタ・ブレーブス           | 6盗塁 | 1991年6月16日 |              |
| エリック・ヤング・シニア | コロラド・ロッキーズ             | 6盗塁 | 1996年6月30日 |              |
| カール・クロフォード     | タンパベイ・レイズ               | 6盗塁 | 2009年5月3日  |              |

### その他の記録
マイナーリーグでは、2012年にビリー・ハミルトンが年間155盗塁を記録している（通算914盗塁のビリー・ハミルトンとは別人）。それまでの記録は1983年のビンス・コールマンの年間145盗塁だった。